# Gentiana alii
Gentiana alii là một loài thực vật có hoa trong họ Long đởm. Loài này được (Omer & Qaiser) T.N.Ho mô tả khoa học đầu tiên năm 2001.